# Ousmane Sembène
Ousmane Sembène (ur. 1 stycznia 1923 w Ziguinchorze, zm. 9 czerwca 2007 w Dakarze) – senegalski reżyser, scenarzysta i producent filmowy, nazywany „ojcem afrykańskiego kina”. Osiągnął sukces również jako pisarz – tworzył powieści i opowiadania w języku francuskim.

## Życiorys
W 1946 wyjechał nielegalnie do Francji, gdzie przez kilka lat utrzymywał się z różnych zajęć. W czasie, kiedy był dokerem w Marsylii, prowadził działalność związkową. Od 1956 publikował swoje powieści. Pracował w moskiewskich wytwórniach. W 1960 rozpoczął podróż po Afryce. Odwiedził między innymi Mali, Gwineę i Kongo. Podróż ta zrodziła w nim myśl o pokazaniu tego regionu w filmie. 
W 1961 podjął studia w szkole filmowej w Moskwie. Później, kilka lat po powrocie do kraju, został przewodniczącym stowarzyszenia filmowców Senegalu. Zasłynął jako autor opowiadań oraz powieści społeczno-obyczajowych i politycznych, takich jak Les bouts de bois de Dieu (1960), L’Harmattan (1964), Xala (1974). Był także reżyserem filmów dokumentalnych i fabularnych (m.in. Czarna, 1965). 
Zasiadał w jury konkursu głównego na 20. MFF w Cannes (1967). Oficer Legii Honorowej Republiki Francuskiej.
Jego film Moolaadé (2004) zdobył nagrodę główną w sekcji "Un Certain Regard" na 57. MFF w Cannes.

## Wybrana filmografia

### Reżyser
- Borom Sarret (1963)
- Niaye (1964)
- Czarna (La noire de...)
- Mandabi (1967)
- Emitai (1971)
- Xala (1974)
- Ceddo (1976)
- Obóz w Thiaroye (Camp de Thiaroye, 1988)
- Guelwaar (1992)
- Faat Kiné (2000)
- Moolaadé (2004)